# Mitsuhashi Susumu
Mitsuhashi Susumu (jap. 三橋 進; * 26. Oktober 1917 Präfektur Chiba; † 1. September 1997) war ein japanischer Mikrobiologe und Biochemiker. Er ist bekannt für Forschungen zur Antibiotika-Resistenz von Bakterien und deren Übertragbarkeit durch Gen- (Plasmid-) -Austausch.
Er war Professor an der Medizinischen Fakultät der Universität Gunma in Maebashi.
Er entdeckte 1960 unabhängig von Tsotumu Watanabe übertragbare Resistenz gegen verschiedene Antibiotika bei Bakterien (bei Salmonellen mit Bakteriophagen und später bei E. coli). In Japan wurden Mehrfachresistenzen gegen Antibiotika Anfang der 1950er-Jahre bei Shigellen beobachtet und es wurde eine Übertragung von E. coli vermutet und nachgewiesen (Akiba u. a. 1960, Ochiai u. a. 1959). Die übertragenen Faktoren wurden von Mitsuhashi Resistenz-Faktoren oder R-Faktoren genannt, ein Name der heute nach ihrer Identifizierung mit Plasmiden veraltet ist.
1981 erhielt er den Paul-Ehrlich-und-Ludwig-Darmstaedter-Preis.

## Schriften
- Herausgeber: Transferable drug resistance factor R, Tokyo University Press 1971
- Herausgeber mit Hajime Hashimoto: Microbiological drug resistance, 2 Bände, Baltimore, University Park Press 1975, 1979
- Herausgeber: Aminoglycoside Antibiotics, Baltimore, University Park Press 1975
- Herausgeber: Macrolide antibiotics and lincomycin, Baltimore, University Park Press 1971
- Herausgeber: R factor. Drug resistance plasmide, Baltimore, University Park Press 1977
- Herausgeber Beta-lactam antibiotics, Japan Scientific Societies Press 1981
- Herausgeber mit Ladislav Rosival, V. Krčméry: Antibiotic resistance: transposition and other elements, Avicenium 1980
- dieselben (Herausgeber): Plasmids. Medical and theoretical aspects, Avicenium 1977